# جام نظام الدين الثاني

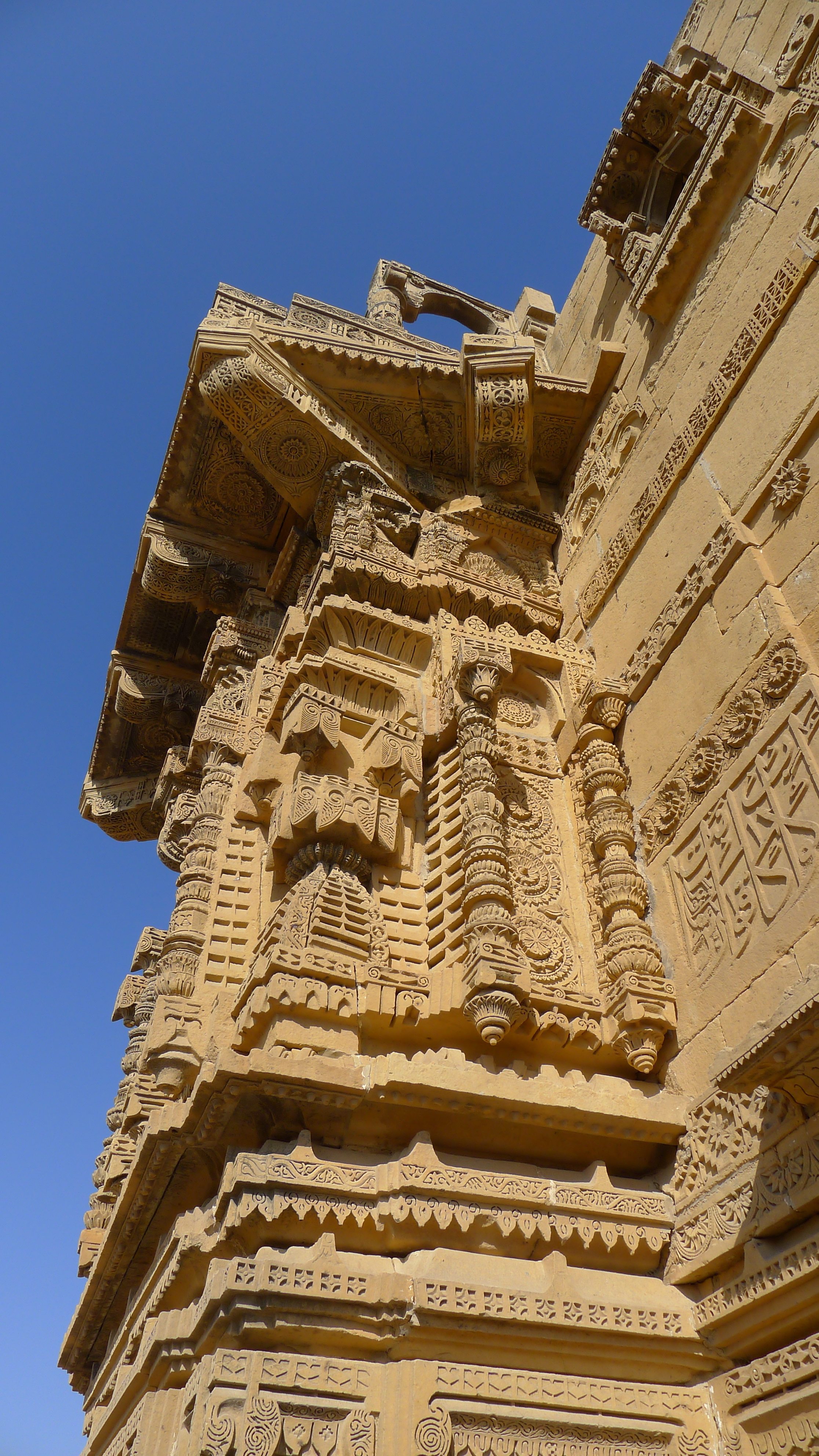
مقبرة جام نظام الدين، مقابر مكلي

جام نظام الدين الثاني (بالسندية: ڄام نظام الدين پهريون؛ 1439م – 1509م)‏، المعروف أيضًا باسم جام نظام الدين أو جام نِندو (بالسندية: ڄام نندو)‏، كان السلطان الخامس عشر للسند من سلالة سما بين عامي 1461 و1508م. وكانت عاصمته مدينة تتا في جنوب باكستان الحالية. وبعد وفاته، خسر ابنه جام فيروز الدين السلطنة في سنة 1525م أمام جيش غازي بقيادة شاه بك أرغون، الذي طرده بابُر من قندهار.